# Ignacy Pląskowski
Ignacy Kazimierz Pląskowski herbu Oksza (ur. 30 czerwca 1818 w Czarnem, zm. 27 marca 1888 tamże) – polski ziemianin, publicysta.

## Życiorys
Był synem Kajetana Cypriana Pląskowskiego i Józefy Trembeckiej. Jego rodzonym bratem był psychiatra Romuald Pląskowski. W młodości Ignacy uczęszczał do Korpusu Kadetów w Kaliszu oraz Gimnazjum Męskiego Gubernialnego w Płocku. W opinii nauczycieli, Ignacy był mniej zdolny niż jego brat Romuald, także uczeń tej szkoły. Po ukończeniu 4 klas Ignacy miał porzucić szkołę. po czym powrócił do rodzinnego majątku w Czarnem. Przejściowo mieszkał też w Płocku, z uwagi na piastowanie przez ojca funkcji prezesa tamtejszego Towarzystwa Kredytowego Ziemskiego.
W 1847 r. ojciec przepisał Ignacemu majątek Czarne, którego wartość oszacowano na ok. 350 tysięcy złotych. Tu w latach 50. Ignacy przeprowadził meliorację majątku, zbudował także nowe budynki gospodarcze. Dla swojej rodziny wzniósł przestronny, nowoczesny, piętrowy dom, zwany Pałacem, umiejscowiony w środkowej części tutejszego parku. Budynek zbudowano w stylu saskim, wieńczy go cylindryczna wieża. Jego budowa kosztowała ok. 200 tysięcy złotych. Po II wojnie światowej gmach przeznaczono na szkołę.
W 1853 r. podczas publicznej licytacji zakupił wieś Konotopie. W 1873 r. nabył dobra Głodowo, scalone wcześniej przez swojego kuzyna Ignacego Piotra Pląskowskiego. Z powodu długów zaciągniętych w Towarzystwie Kredytowym Ziemskich w Płocku wystawił on dobra Głodowo na licytację. W 1877 r. Ignacy Kazimierz przekazał Głodowo swojemu synowi Karolowi Teodorowi, po czym osiedlił się w majątku w Czarnem.
Od 1854 r. był korespondentem Polskiego Stowarzyszenia Gospodarczego. W 1860 wydał w Warszawie słowniki polsko-włoski i włosko-polski, napisany w 1857 r. w Czarnem. Dr hab. Artur Gałkowski w recenzji pracy doktorskiej mgra Luci Palmariniego stawia hipotezę, że Ignacy mógł nie napisać słownika samodzielnie, ale nabyć do niego prawa od Erazma Rykaczewskiego, który podobny słownik opublikował w 1856 r., tj. na rok przed napisaniem przez Ignacego jego wersji. Zwraca uwagę m.in. na to, że nie zachowały się żadne ślady kontaktu Ignacego Pląskowskiego z językiem włoskim. Mógł natomiast podróżować do Włoch w dzieciństwie, razem z ojcem Kajetanem. Na fakt publikacji słownika przez znanego ziemianina nie zwróciły uwagi lokalne czasopisma, nie wspomniano go też w żadnym nekrologu. W swojej pracy Luca Palmarini udowadnia, że przynajmniej druga część słownika jest plagiatem w Ignacego Pląskowskiego.
Ignacy Pląskowski pełnił funkcję sędziego pokoju powiatu lipnowskiego. Jako taki, ofiarował w 1850 r. 50 tysięcy cegieł na rzecz budowy szpitala powiatowego w Lipnie.

## Życie prywatne
2 lutego 1847 r. w kościele św. Wojciecha w Kikole poślubił Antoninę Mariannę Teklę Zboińską, córkę właściciela Kikoła hr. Karola Zboińskiego. Para doczekała się trojga dzieci: Bolesława Zygmunta (zm. 1849), Edwarda Michała (zm. 1850) i Karola Teodora (1850–1913). Dwójka synów zmarłych w dzieciństwie została pochowana pod posadzką kościoła w Czarnem. Ich szczątki odnaleziono podczas prac konserwatorskich na początku XXI wieku. Karol Teodor w 1881 r. zlecił budowę dworu w Głodowie.
Antonina Pląskowska zmarła 17 maja 1858 r. w Antwerpii. W tym samym roku w kościele św. Ducha w Warszawie Ignacy poślubił Joannę Leopoldynę Koschembarhr-Łyskowską h. Doliwa.